# クラレンス (スイス)

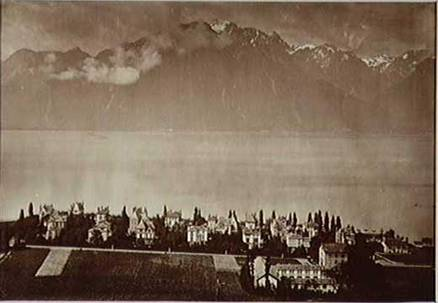
1882年頃のクラレンス

クラレンス＝モントルー（Clarens-Montreux）、もしくはクラレンス（Clarens）は、スイスのヴォー州モントルーにある地区。
クラレンスは哲学者ジャン＝ジャック・ルソーが著した『ジュリ、または新エロイーズ』の計り知れない成功により、欧州全体においてその名が知られるようになった。

1964年の航空写真

## 著名人物

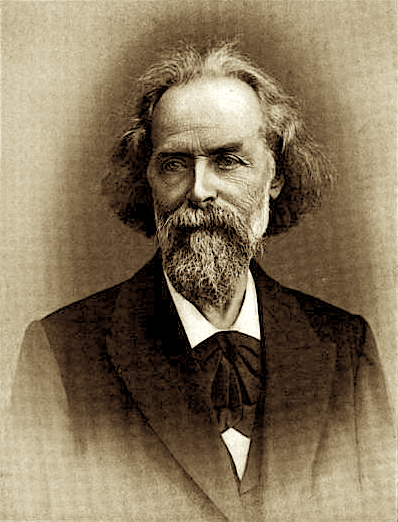
1905年当時のエリゼ・ルクリュ

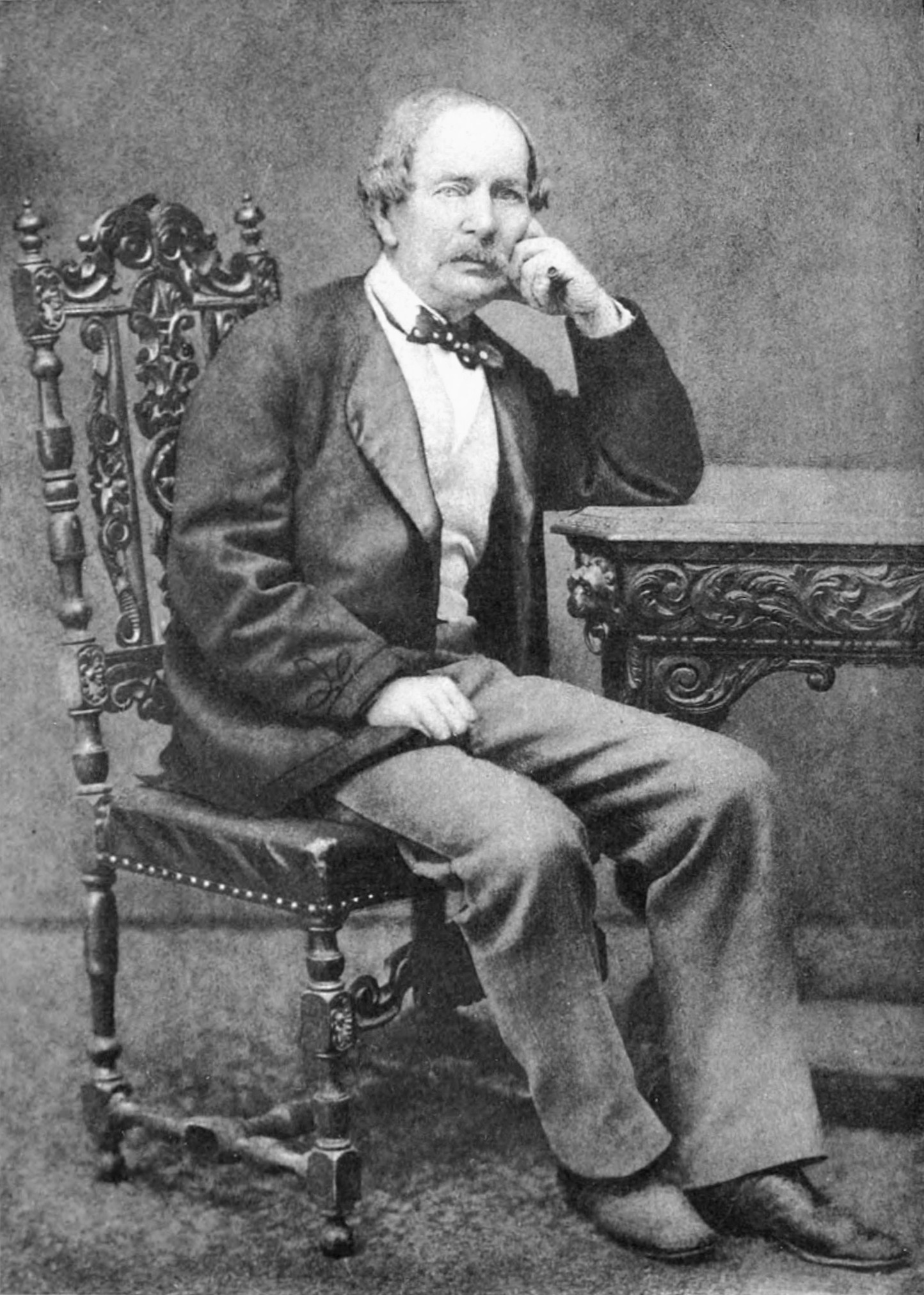
デヴィッド・ウルハート

### クラレンス居住の人物
- エリゼ・ルクリュ（1830年 - 1905年）：フランスの地理学者、作家、アナキスト。1872年よりクラレンスに居住[1]。
- ピョートル・チャイコフスキー（1840年 - 1893年）：ロマン派時代におけるロシアの作曲家。1878年にクラレンスで書かれた「ヴァイオリン協奏曲」は数あるヴァイオリン協奏曲の中で最も著名な曲のひとつ。
- イーゴリ・ストラヴィンスキー（1882年 - 1971年）：1910年から1915年まで夏季の間だけクラレンスに居住。ここでバレエ音楽「春の祭典」と「プルチネッラ」を作曲。
- ショーレム・アレイヘム（1859年 - 1916年）：ユダヤ人古典作家。1912年にクラレンスに居住。
- ジャクリーヌ・デ・クアトロ（英語版）（1960年 - ）：スイスの国民議会議員、およびヴォー州議会（英語版）の元議員。

### クラレンスで死去した人物
- デヴィッド・ウルハート（英語版）（1805年 - 1877年）：イギリス人外交官、作家、および政治家。スタッフォード選出の国会議員（1847年 - 1852年）。イギリスにトルコ風呂を紹介し、1864年までクラレンスに居住。死去後はクラレンスに埋葬[2][3]。
- ポール・クリューガー（1825年 - 1904年）：トランスヴァール共和国の元大統領。第二次ボーア戦争まで大統領を務めた。その後、南アフリカ共和国から脱出し、自らの意志でクラレンスに亡命を果たし晩年を過ごした。クラレンスにて死去。南アフリカにある小さな町であるクラレンス（英語版）の名は彼に敬意を表して名づけられた。
- ヨハネス・ファン・ラール（1860年 - 1938年）：オランダの化学者。化学的活性に関する方程式（ファン・ラール方程式）を生み出したことで著名。

### クラレンスに埋葬された人物
- アンリ・フレデリック・アミエル（1821年 - 1881年）：スイスの詩人、日記作家、および道徳哲学者。
- シドニー・チャップリン（1885年 - 1965年）：イギリス人俳優、およびチャールズ・チャップリンの異父兄。フランスのニースで死去したのち、クラレンスに埋葬。
- オスカー・ココシュカ（1886年 - 1980年）：オーストリアの芸術家、詩人、および表現派的肖像画・風景画の劇作家。1947年から1980年までモントルーに居住したまま死去。クラレンスに埋葬された。
- ウラジーミル・ナボコフ（1899年 - 1977年）：ロシア生まれの小説家、詩人、翻訳家、および昆虫学者。1961年、妻のヴェラとともにアメリカからモントルーに移住後に死去。クラレンスに埋葬された。
- ジョーン・サザーランド（1926年 - 2010年）：オーストリアのソプラノ歌手。ベルカント唱法の第一人者。

## 教育
セント・ジョージ・インターナショナル・スクール （イギリスにあるセント・ジョージ・インターナショナル・スクールの系列校）がクラレンスにある。

## ギャラリー

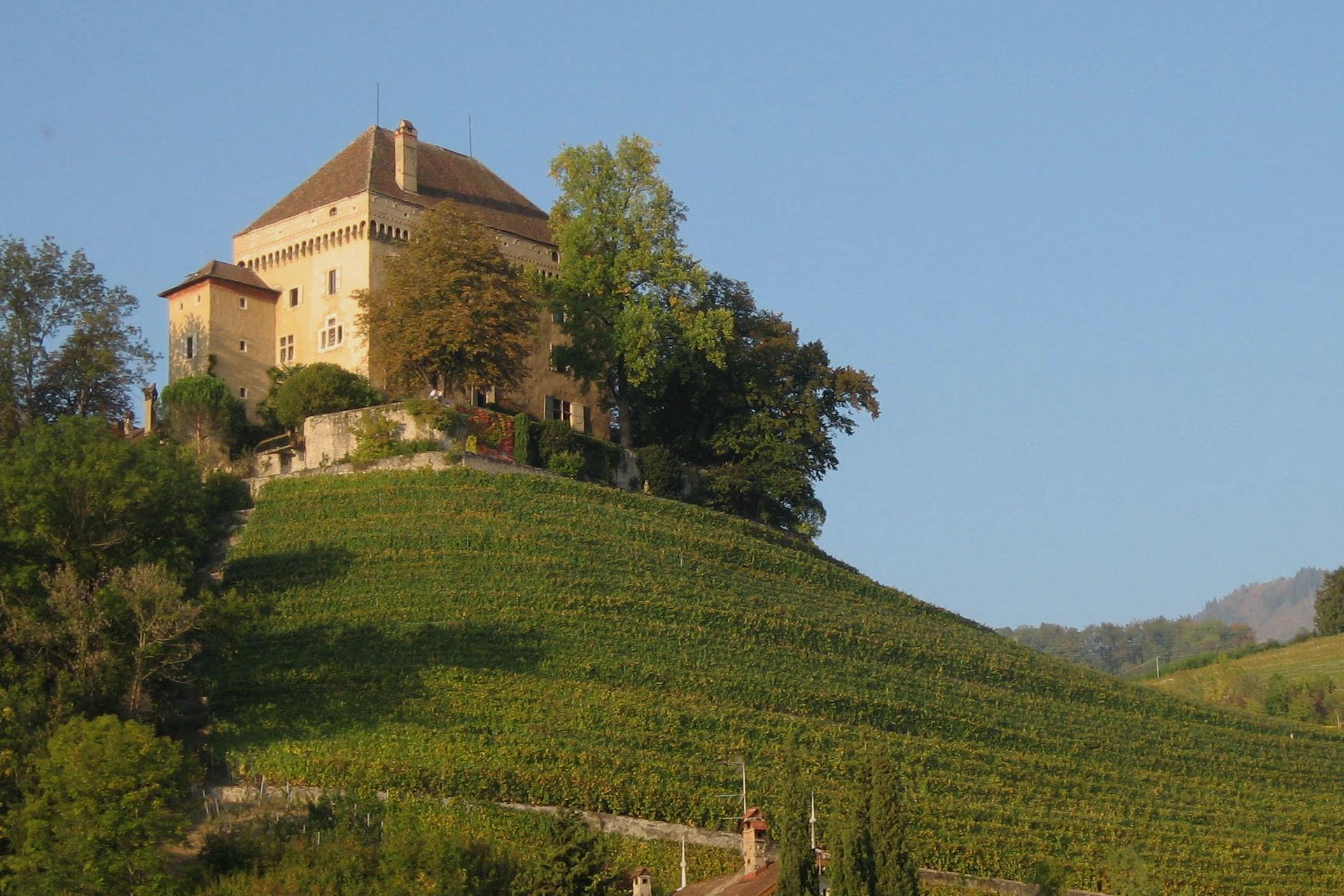
クラレンス近くにあるシャテラール城
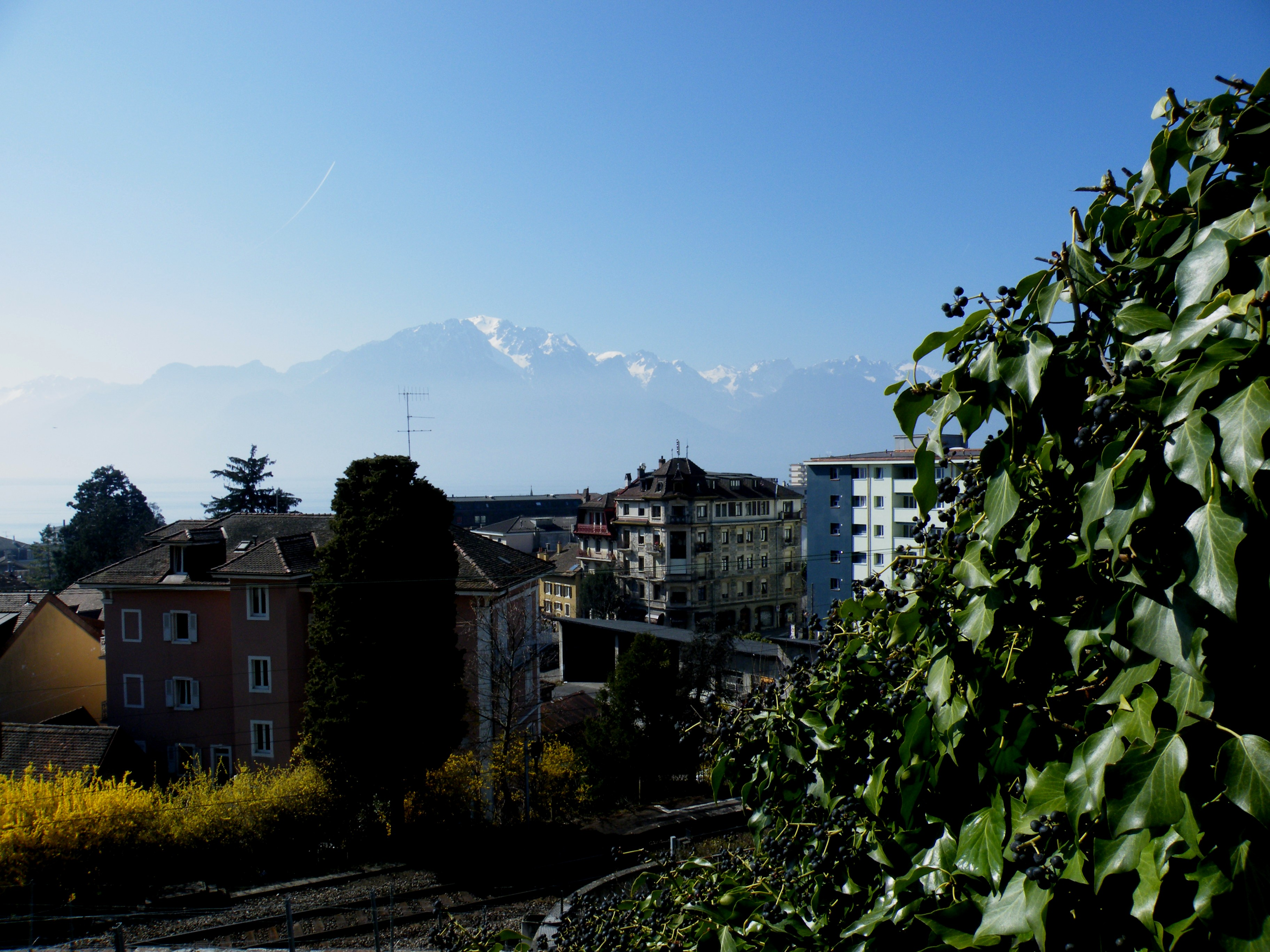
クラレンスと周辺の山々